# Palača burgundskih vojvod
Palača burgundskih vojvod in stanov ali Palais des ducs et des États de Bourgogne je izjemno dobro ohranjen arhitekturni kompleks v Dijonu. Najstarejši del je gotska vojvodska palača in sedež burgundskih vojvod iz 14. in 15. stoletja, ki jo sestavljajo logis, ki je še vedno viden na Place de la Liberation, vojvodske kuhinje na Cour de Bar, stolp Tour de Philippe le Bon, guette s pogledom na celotno mesto, in stolp Tour de Bar. Večina tega, kar je mogoče videti danes je bilo zgrajeno v 17. in zlasti v 18. stoletju v neoklasicističnem slogu, ko je bila palača kraljeva rezidenca in je gostila burgundske stanove. Končno je bila v 19. stoletju dodana fasada muzeja na trgu Sainte-Chapelle: postavljena je bila na mestu palačne Sainte-Chapelle, ki je bila porušena leta 1802. V palači sta mestna hiša (Hôtel de Ville) in Muzej lepih umetnosti (musée des Beaux-Arts). Francoska vlada jo je leta 1926 razglasila za zgodovinski spomenik.

## Zgodovina vojvodske palače
Vojvodina Burgundija je bila ustanovljena v 9. stoletju, okoli leta 880, iz Burgundskega kraljestva s strani karolinških kraljev Francije, Ludvika III. in Karlmana II., ter knezov, ki so si delili Karolinško cesarstvo, potem ko so celotno kraljestvo reorganizirali v vojvodstva in grofije. Richard, grof Autunski, znan kot Richard Justiciar, je bil imenovan za prvega mejnega grofa in vojvodo Burgundije. Bil je eden od šestih v francoskem plemstvu, ki so bili postavljeni pod njegovim suverenom, francoskim kraljem Ludvikom III.
Sedež vojvodstva je bil prvotno preprost grad iz 1. stoletja. Filip Drzni je začel obnovo, začenši s stolpom Tour de Bar (Barski stolp), ki je bil zgrajen vzhodno od gradu po načrtih Belina de Comblanchiena in dokončan leta 1365. Renéja Anjoujskega je v bitki pri Bulgnévillu 2. julija 1431 ujel grof Vaudémontski Antoine in je bil v stolpu zaprt do leta 1437.
Sveta kapela (Sante-Chapelle) je bila zgrajena vzhodno od stolpa Tour de Bar. Gradnja kora se je začela leta 1196; cerkvena ladja, zasnovana v gotskem slogu, je sledila v 13. stoletju, dela na stolpih pa so se začela leta 1494. Kapela je bila posvečena leta 1500. V kapeli je bil portret Kristusa, sedečega na prestolu in prekritega s krvjo: to podobo je papež Evgen IV. leta 1433 podaril Filipu Dobremu. Pročelje kapele je okrasil Claus Sluter, ki je ustvaril kamniti kip Janeza Evangelista iz Asnières-lès-Dijona, visok 2,6 metra, s ščitom, na katerem je grb Burgundije. Filip Dobri je kapelo januarja 1432 razglasil za »kraj, kapitelj in kolegij« Reda zlatega runa. Tam je leta 1433 organiziral kapitelj in uvedel slovesno in dnevno mašo, ki jo je vodil kapitelj štiriindvajsetih kanonikov, enako kot vitezov reda. Ta maša se je v kapeli praznovala do leta 1789. Po francoski revoluciji je bilo vzdrževanje kapele predrago in je bila leta 1802 porušena.
Jedro vojvodske palače je bilo zgrajeno v središču območja od 15. stoletja. V prvem nadstropju stavbe je bila zgrajena Grande Salle du Palais (Velika soba palače), znana tudi kot Salle des Gardes (Stražarnica). Dolga je bila 18 metrov, široka 9 metrov in visoka 9 metrov. Po večjem požaru leta 1503 je bila obnovljena in ponovno zgrajena za obisk Henrika II. leta 1548.
Tour de Philippe le Bon (Stolp Filipa Dobrega) je bil postavljen na zahodni strani vojvodske palače in dokončan leta 1455. Visok je bil 46 metrov in še danes dominira na lokaciji. V sobi v zgornjem nadstropju je bil nameščen monumentalni kamin, v 18. stoletju pa je bil tam postavljen tudi observatorij.
Vojvodske kuhinje so bile dokončane leta 1431. Oblikovane so okoli sobe, ki je na vsaki strani dolga 12 metrov, z obokano streho, ki jo podpira osem stebrov.

### Burgundski vojvode, vladar vojvodstva Burgundije (1363–1477)
- Filip Drzni (1342–1404), sin francoskega kralja Janeza II.
- Ivan Neustrašni (1371–1419)
- Filip Dobri (1396–1467)
- Karel Drzni (1433–1477)

- Filip Drzni (1342–1404)
- Ivan Neustrašni (1371–1419)
- Filip Dobri (1396–1467)
- Karel Drzni (1433–1477)

## Palača burgundskih stanov
Palača je bila spremenjena v kraljevo rezidenco, ko je vojvodstvo Burgundije leta 1477 po smrti Karla Drznega in po sklenitvi pogodbe iz Arrasa leta 1482 med kraljem Ludvikom XI. in Maksimilijanom I., svetim rimskim cesarjem, zasedlo Francijo.
Postavitev je vključevala osrednje dvorišče (dokončano leta 1784), zahodno krilo, znano kot Cour de Flore (dokončano leta 1733) in vzhodno krilo, znano kot Cour de Bar (dokončano na mestu nekdanje kapele v začetku 19. stoletja). Oddelka na vzhodu in zahodu dvorišča sta bila obdana s tetrastilnimi portiki, ki so jih tvorili stebri dorskega reda, ki so podpirali pedimente z lepimi rezbarijami v timpanonu. Kompleks je zasnoval Jules Hardouin-Mansart v neoklasicističnem slogu, zgrajen iz klesanega kamna, dokončan pa je bil v začetku 19. stoletja.
Novi prostori so vključevali:
- Salle des États: États de Bourgogne (Burgundski stanovi), sestavljeni iz predstavnikov treh redov: plemstva, duhovščine in tretjega stanu, ki so se sestajali vsaka tri leta, da bi glasovali o davkih in sprejemali pomembne odločitve za upravljanje province, so želeli prostor za srečanja. Dokončan je bil leta 1689.[12]
- Salle de Flore: ta soba, ki gleda na Cour de Flore, je bila namenjena banketni dvorani États de Bourgogne in je bila dokončana leta 1786. Od leta 1831 služi kot Hôtel de Ville (mestna hiša) mestnega sveta Dijona,[a] kot koncertna dvorana in kot sprejemna dvorana.[14]
- Grand Escalier: Stopnišče je zasnoval Jacques Gabriel, da bi zagotovilo veličasten vhod v Salle des États in je bilo dokončano leta 1737.[15]
- Chapelle des Élus: to kapelo je v rokokojskem slogu zasnoval Jacques Gabriel in je bila dokončana leta 1739.[16]

Leta 1765 je François Devosge v stavbi ustanovil javno risarsko šolo: to je postalo osnova za Musée des Beaux-Arts.
Leta 1692 je bil pred kompleksom urejen nov trg, Place Royale. V središču trga je bil 15. aprila 1725 odkrit bronasti konjeniški kip Ludvika XIV., ki ga je ustvaril Étienne Le Hongre. Po francoski revoluciji so revolucionarji palačo preimenovali v Maison Nationale, kip Ludvika XIV. pa so 15. avgusta 1792 podrli in uničili.
Sredi 19. stoletja je stolp Philippe le Bon postal telegrafska postaja Chappe za komunikacijo med Parizom in Lyonom ter kasneje med Dijonom in Besançonom.
Po rušenju palače Chartreuse de Champmol sta bili leta 1827 v dvorani Salle des Gardes postavljeni dve obnovljeni vojvodski grobnici, ki sta poudarili status Dijona in njegove palače kot regionalne prestolnice. Med prenovo palače med letoma 2010 in 2012 je bilo na ogled več skulptur iz grobnic.

### Guvernerji Burgundije
Po letu 1477 so francoski kralji imenovali guvernerje za upravljanje Burgundije. Včasih so osebno prišli v Dijon, kjer so palačo spremenili v kraljevo rezidenco, da bi jih sprejeli med bivanjem v provinci Burgundija.
- Louis de la Trémoïlle (1460–1525)
- Philippe de Chabot (1492–1543)
- Antoine de Lorraine (1489–1544)
- Claude de Lorraine (1496–1550)
- Charles, vojvoda de Mayenne (1554–1611)
- Charles de Gontaut, vojvoda de Biron (1562–1602)Roger de Saint-Lary de Termes, vojvoda de Bellegarde (1562–1646)Roger de Saint-Lary de Termes, duc de Bellegarde (1562–1646)
- Le Grand Condé (1621–1686)
- Louis de Bourbon Condé (1692–1740)
- Louis Joseph de Bourbon Condé (1736–1818)